# غانغريف: أوفرداز
غانغريف: أوفرداز، هي لعبة فيديو يابانية من نوع تصويب منظور الشخص الثالث، وهي الجزء الثاني من السلسلة، وهي من تطوير ونشر ريد إنترتنمنت وسيغا، صدرت اللعبة في الأسواق سنة 2004، وتعمل حصراً لمنصة بلاي ستيشن 2.